# 雲陽郡
雲陽郡，中国南北朝时北周设置的郡。
北魏太和十一年（487年）设立云阳县，属北地郡，县治在今陕西省泾阳县口镇南长街村。北周周明帝时，在云阳县设云阳郡，管理云阳县一县。隋朝建立，县治移今泾阳县云阳镇故水冲城一带，与通川郡、宜君郡同属。开皇三年（583年）废郡，云阳县直属宜州。